# Buttered Popcorn
Buttered Popcorn is een onsuccesvolle single van de Amerikaanse meidengroep The Supremes uit juli 1961. Het nummer werd geschreven door onder andere Motown oprichter Berry Gordy. Wat er bijzonder aan de opname is, is dat de leadpartij gezongen wordt door Florence Ballard. In de jaren zestig was Diana Ross normaal gesproken de lead van The Supremes.
Buttered Popcorn werd ook uitgebracht door The Wows, een groep van het V.I.P-label, een zusterlabel van Motown. Ook de B-kant van het nummer, Who's Loving You, werd later gecoverd door een andere, zeer succesvolle, Motown groep, The Jackson 5.

## Bezetting
- Lead: Florence Ballard
- Achtergrondzangeressen: Mary Wilson, Barbara Martin en Diana Ross
- Instrumentatie: The Funk Brothers
- Schrijvers: Berry Gordy en Barney Ales
- Productie: Berry Gordy